# Vaulx-Vraucourt
Vaulx-Vraucourt é uma comuna francesa na região administrativa de Altos da França, no departamento de Pas-de-Calais. Estende-se por uma área de 14,11 km². Em 2010 a comuna tinha 1 026 habitantes (densidade: 72,7 hab./km²).